# Bainville-aux-Saules
Bainville-aux-Saules – miejscowość i gmina we Francji, w regionie Grand Est, w departamencie Wogezy.
Według danych na rok 1990 gminę zamieszkiwały 123 osoby, a gęstość zaludnienia wynosiła 22 osób/km² (wśród 2335 gmin Lotaryngii Bainville-aux-Saules plasuje się na 922. miejscu pod względem liczby ludności, natomiast pod względem powierzchni na miejscu 957.).